# Ischnomesus gracilis
Ischnomesus gracilis är en kräftdjursart som beskrevs av Chardy 1974. Ischnomesus gracilis ingår i släktet Ischnomesus och familjen Ischnomesidae. Inga underarter finns listade i Catalogue of Life.